# Withius
Withius es un género de pseudoscorpiones de la familia Withiidae. Se distribuyen por todo el mundo excepto la Antártida.

## Especies
Según Pseudoscorpions of the World:
- Withius abyssinicus (Beier, 1944)
- Withius angolensis (Beier, 1948)
- Withius angustatus (Tullgren, 1907)
- Withius arabicus Mahnert, 1980
- Withius ascensionis (Beier, 1961)
- Withius australasiae (Beier, 1932)
  - Withius australasiae australasiae
  - Withius australasiae formosanus
- Withius brevidigitatus Mahnert, 1988
- Withius caecus Beier, 1929
- Withius ceylonicus (Ellingsen, 1914)
- Withius congicus (Beier, 1932)
- Withius crassipes (Lawrence, 1937)
- Withius despaxi Vachon, 1937
- Withius exiguus
- Withius faunus (Simon, 1879)
- Withius fuscus Mahnert, 1988
- Withius glabratus (Ellingsen, 1910)
- Withius gracilipalpus Mahnert, 1988
- Withius hispanus (L. Koch, 1873)
- Withius indicus Murthy & Ananthakrishnan, 1977
- Withius japonicus Morikawa, 1954
- Withius kaestneri (Vachon, 1937)
- Withius lagunae (Moles, 1914)
- Withius lawrencei (Beier, 1935)
- Withius laysanensis (Simon, 1899)
- Withius lewisi (Beier, 1946)
- Withius litoreus (Beier, 1935)
- Withius lohmanderi
- Withius madagascariensis (Ellingsen, 1895)
- Withius nanus Mahnert, 1988
- Withius neglectus (Simon, 1878)
- Withius nepalensis Beier, 1974
- Withius pekinensis (Balzan, 1892)
- Withius piger (Simon, 1878)
- Withius rebierei Heurtault, 1971
- Withius simoni (Balzan, 1892)
- Withius soederbomi (Schenkel, 1937)
- Withius somalicus (Beier, 1932)
- Withius suis Sivaraman, 1980
- Withius tenuimanus (Balzan, 1892)
- Withius termitophilus (Tullgren, 1907)
- Withius texanus (Banks, 1891)
- Withius transvaalensis (Beier, 1953)
- Withius vachoni (Beier, 1944)
- Withius vagrans Chamberlin, 1925

## Publicación original
- Kew, 1911: A synopsis of the false scorpions of Britain and Ireland. Proceedings of the Royal Irish Academy, ser. B, vol. 29, p. 38-64.